# 4137 Crabtree
A 4137 Crabtree (ideiglenes jelöléssel 1970 WC) a Naprendszer kisbolygóövében található aszteroida. Luboš Kohoutek fedezte fel 1970. november 24-én.